# 好想好想談戀愛 (日本電視劇)
『好想好想談戀愛』是2001年7月8日～9月16日在TBS系每週禮拜日21:00～21:54（東芝日曜劇場）播出的電視連續劇。全11回。略稱「戀戀戀」、「戀×3」。

## 主要登場人物
- 赤井涼介：渡部篤郎
- 羽田藍：水野美紀
- 永島蜜柑：菅野美穗
- 紫村一郎：及川光博
- 青島渉：山田孝之
- 黃田織江：岡江久美子
- 綠川文平：所喬治
- 黑木レイ子：小雪

## 製作人員
- 腳本：遊川和彦
- 音樂：若草惠
- 演出：片山修
- 製作：八木康夫
- 制作：TBSエンタテインメント（現・TBS電視台）

## 主題歌
- 主題歌：木匠兄妹合唱團「The Rainbow Connection」
- 插入曲：木匠兄妹合唱團「Leave Yesterday Behind」

## 放送記錄
| 第1話                                              | 2001年7月1日  | 21.9% |
| 第2話                                              | 2001年7月8日  | 18.4% |
| 第3話                                              | 2001年7月15日 | 16.3% |
| 第4話                                              | 2001年7月22日 | 18.8% |
| 第5話                                              | 2001年7月29日 | 15.7% |
| 第6話                                              | 2001年8月5日  | 15.3% |
| 第7話                                              | 2001年8月12日 | 16.4% |
| 第8話                                              | 2001年8月19日 | 15.1% |
| 第9話                                              | 2001年8月26日 | 15.4% |
| 第10話                                             | 2001年9月2日  | 18.4% |
| 最終話                                             | 2001年9月9日  | 18.7% |
| 平均收視率 17.3%（Video Research對關東地區的調查） |               |       |

## 外部連結
- 恋がしたい恋がしたい恋がしたい

## 作品的變遷
| TBS 日曜劇場 | TBS 日曜劇場   | TBS 日曜劇場 |
| ------------ | -------------- | ------------ |
|              | 好想好想談戀愛 |              |
| Love Story   | 熱血教師       |              |